# Herring Cove Provincial Park
Herring Cove Provincial Park är en park i Kanada.   Den ligger i countyt Charlotte County och provinsen New Brunswick, i den sydöstra delen av landet, 700 km öster om huvudstaden Ottawa. Herring Cove Provincial Park ligger 23 meter över havet. Den ligger på ön Campobello Island.
Terrängen runt Herring Cove Provincial Park är platt. Trakten är glest befolkad. 